# 圣费里奥尔
圣费里奥尔（法語：Saint-Ferriol，法語：[sɛ̃ fɛʁjɔl] ⓘ）是法国奥德省的一个市镇，属于利穆区。该市镇2009年时的人口为116人。

## 人口
圣费里奥尔人口变化图示
| 数据来源：INSEE |